# Lilly Kemmler
Lilly Kemmler (* 19. November 1924 in Bottrop; † 4. Dezember 2011 in Münster) war eine deutsche Psychologin und Professorin der Westfälischen Wilhelms-Universität.

## Leben
Lilly Kemmler studierte an den Universitäten München und Münster Psychologie. 1955 promovierte sie an der Universität Münster. Anschließend arbeitete sie als Wissenschaftliche Mitarbeiterin und Lektorin für Diagnostik am dortigen Psychologischen Institut. 1967 habilitierte sie sich in Psychologie mit einer Abhandlung über Erfolg und Versagen in der Grundschule, und 1969 wurde sie als ordentliche Professorin auf den Lehrstuhl für Psychologie als Nachfolgerin von Wolfgang Metzger berufen. Sie baute die Klinische Abteilung des Psychologischen Instituts auf, mit den Schwerpunkten Psychophysiologie, Vergleichende Psychotherapieforschung, Gesprächspsychotherapie und Rational-Emotive Verhaltenstherapie.

## Schriften
- Untersuchungen über den frühkindlichen Trotz, Dissertation Universität Münster, 1955
- Die Anamnese in der Erziehungsberatung: Die Praxis der Anamneseerhebung und -auswertung für Psychologen, Sozialarbeiter, Ärzte und Pädagogen. Mit einem Anhang über Gutachtenabfassung, Huber: Bern, Stuttgart 1965
- Erfolg und Versagen in der Grundschule. Empirische Untersuchungen, Habilitationsschrift, Münster 1967
- mit Suitbert Ertel und Michael Stadler (Hrsg.): Gestalttheorie in der modernen Psychologie. Wolfgang Metzger zum 75. Geburtstag. Steinkopff: Darmstadt 1975
- Schulerfolg und Schulversagen: eine Längsschnittuntersuchung vom 1. bis zum 15. Schulbesuchsjahr, Göttingen, Toronto, Zürich: Verlag für Psychologie Hogrefe 1976, ISBN 978-3-8017-0114-7.
- mit Theo Schelp: Emotion und Psychotherapie: Ein kognitiver Beitrag zur Integration psychotherapeutischer Schulen. Huber: Bern, Stuttgart, Toronto 1988, ISBN 978-3-456-81562-6.